# Masashi Tanaka
Masashi Tanaka (jap. 田中 政志, Tanaka Masashi; * 10. Juni 1962 in Gotsu, Shimane, Japan) ist ein japanischer Manga-Zeichner.
Tanaka studierte an der Osaka University of Arts. Sein Debütwerk als professioneller Mangaka erschien 1983 im japanischen Manga-Magazin Morning. 1992 veröffentlichte er erstmals sein bislang berühmtestes Werk, Gon. Dort steht ein Dinosaurier, der nie ein Wort verliert und durch die ganze Tierwelt reist, im Mittelpunkt. Der Manga erschien sehr erfolgreich in vielen Ländern; in Italien werden neben Gon auch andere seiner Werke veröffentlicht.
Tanakas Werke sind zwar meist sehr dialogarm, stechen jedoch durch sehr detaillierte Zeichnungen hervor, die ohne Rasterfolien erarbeitet werden.
Für Gon erhielt er mehrere Auszeichnungen. So zum Beispiel 1998 den Eisner Award in der Kategorie Best U.S. Edition of Foreign Material. Im selben Jahr gewann er den zweiten Media Arts Award.

## Werke
- Flash, 1986
- Miss Marvel Suteki na Shōbai (ミス・マーベルの素敵な商売, Misu Māberu ~), 1987
- Bōken! Victoria-gō!! (冒険! ヴィクトリア号!!, Bōken! Vikutoria-gō!!), 1988
- Mikakunin Prince Buttai U.P.O. (未確認プリンス物体U.P.O.), 1990
- Samurai Daibōken (侍大冒険), 1991
- Gon, 1992